# Richard Krentzlin
Emil Heinrich Richard Krentzlin (* 27. November 1864 in Magdeburg; † 27. November 1956 in Hessisch Oldendorf), Pseudonym Bernhard Schumann, war ein deutscher Klavierpädagoge, Pianist, Arrangeur und Komponist. Seine Klavierschule Der junge Pianist (Der junge Pianist: praktischer Lehrgang für den Anfangsunterricht, unter besonderer Berücksichtigung des Volksliedes) erschien zuerst 1898, sie gilt bis heute als eines der Standardwerke der Unterrichtsliteratur.
Krentzlin studierte an Kullaks Neuer Akademie der Tonkunst in Berlin Klavier und Musiktheorie und arbeitete lange Jahre als Lehrer.
Er ist der Herausgeber vieler leicht spielbar eingerichteter Sammelbände für Klavier, wie z. B. einer dreibändigen Sammlung Strauß für die Jugend (Strauss für die Jugend; die schönsten Walzer u. Tanz-Melodien von Strauss, Millöcker, Genée, Suppé, Zeller u. a., in leichtem Klaviersatz) und der zweibändigen Sammlung Opern und Operetten.

## Videos
- Ungarischer Tanz
- Das Weihnachtsglöckchen (extended Version)